# پرچم واشینگتن، دی.سی.
پرچم واشینگتن، دی.سی. از سه ستاره قرمز در بالای دو نوار قرمز در زمینه سفید تشکیل شده‌است. این پرچم یک پرچم نظامی است که بر اساس طرح نشانی است که در سال ۱۵۹۲ به پدربزرگ جرج واشنگتن، اولین رئیس‌جمهور ایالات متحده آمریکا، لارنس واشنگتن از سال‌گریو مانور، نورث‌همپتون‌شر، انگلستان اعطا شده‌است. این نشان به‌طور خصوصی توسط رئیس‌جمهور در خانه‌اش در کوه ورنون استفاده شد. در هرالدریک، ستارگان را کفال می‌نامند و نشان را به صورت گلوله دو میله و در رأس آن سه کفال دوم می‌نشانند.
در سال ۱۹۳۸، این پرچم توسط کمیسیونی که توسط قانون کنگره و با کمک کمیسیون هنرهای زیبای آمریکا ایجاد شد، انتخاب شد. کمیسیون پرچم منطقه از سه عضو غیر منتخب فدرال تشکیل شده بود: رئیس هیئت کمیسران، وزیر جنگ و وزیر نیروی دریایی. این پرچم در آن زمان به عنوان نمادی از فقدان نمایندگی واشینگتن تلقی می‌شد زیرا هیچ گروه محلی در روند انتخاب شرکت نداشت. به طرز متناقضی، از طرد شدن توسط بسیاری در جمعیت محلی به استقبال بیشتر ساکنان دی سی، جنبش ایالت‌سازی ناحیه کلمبیا و مشاغل به عنوان نمادی از هویت محلی در قرن بیست و یکم تبدیل شد. امروزه می‌توان آن را در سراسر شهر در املاک دولتی دی. سی، افراشته شده در مقابل خانه‌ها، در آرم‌های مشاغل محلی و روی بدن برخی از ساکنان محلی به عنوان خالکوبی مشاهده کرد. همچنین در روز پرچم به اهتزاز در می‌آید.